# Ulugurubergen
Ulugurubergen är en bergskedja i östra Tanzania, Afrika, uppkallad efter Lugurustammen.